# Петрас, Анджей
Анджей Петрас (род. 2 августа 1972 год, Ленинград) — композитор, режиссёр, сценарист, продюсер.

## Биография
Родился 2 августа 1972 года в Ленинграде. По образованию — инженер физик-оптик. В 1995 году окончил ЛИТМО (ныне СПБГУ ИТМО).
С детства интересовался музыкой. Окончил музыкальную школу и джазовое училище. Мультиинструменталист.
В кино Анджей Петрас пришёл как автор и режиссёр клипов для собственного музыкального проекта «Львы Любят Солнце». Первый цикл видео-работ сразу вошёл в жесткую ротацию на MTV Russia, МУЗ-ТВ и других музыкальных ТВ-каналах. В 2004 году Анджей Петрас снимает сюжет известного детского киножурнала «Ералаш». После этого он сделал немало коммерческих режиссёрских и музыкальных работ, но известным в профессиональной среде сделал его первый большой симфонический саундтрек — к фильму Franz+Polina.
Среди личных наград за музыку и фильмов с его участием — за оригинальный саундтрек на XX Международном кинофестивале аудио-визуальных программ FIPA (недоступная ссылка), Национальная премия кинокритиков и кинопрессы «Белый Слон» в категории «Лучшая музыка к фильму», Гран-при фестиваля «Виват, кино России», Итоги кинофестиваля «Кинотавр» Гран-при фестиваля «Кинотавр» в программе «Кинотавр. Короткий метр» и другие.
Фильмы с музыкой Анджея Петраса демонстрировались на кинофестивалях в Монреале, Лондоне, Шанхае и многих других по всему миру.

## Фильмография

### Композитор в кино
- 2005 — Высшая мера
- 2006 — Franz+Polina
- 2006 — Клиника (ТВ)
- 2011 — Мир крепежа (короткий метр)
- 2012 — Рассказы
- 2013 — Овцы (короткий метр)
- 2013 — День Десантника (короткий метр)
- 2015 — Defenders of live
- 2016 — Прикосновение Ветра
- 2018 — Хочу Cлужить! Архивная копия от 1 октября 2018 на Wayback Machine (документальный)
- 2023 — Огниво против Волшебной Скважины

### Композитор в театре
- 2015 — Прозоровы. Эпитафия (Спектакль по пьесе А. Чехова «Три сестры», Республиканский театр кукол, г. Йошкар-Ола)
- 2015 — Умка
- 2016 — Огниво (Спектакль по произведению Х. К. Андерсена) — Ярославский государственный театр кукол[3]

### Режиссёр
- 2005 — Ералаш, сюжет «Братья по разуму» (выпуск 186, эпизод 1)[4]
- 2005 — Высшая мера (режиссёр интерпретации)
- 2006 — Вызов (режиссёр интерпретации)
- 2007 — Скульптор смерти (Бучарда)
- 2010 — Петля
- 2011 — Улицы разбитых фонарей 11 (ТВ)
- 2013 — День Десантника
- 2018 — Хочу Служить! Архивная копия от 1 октября 2018 на Wayback Machine (документальный)
- 2023 — Огниво против Волшебной Скважины

### Сценарист
- 2007 — Скульптор смерти (Бучарда)
- 2013 — День Десантника
- 2023 — Огниво против Волшебной Скважины

### Продюсер
- 2013 — День Десантника
- 2016 — Прикосновение Ветра
- 2018 — Хочу Cлужить! Архивная копия от 1 октября 2018 на Wayback Machine (документальный)

## Награды и награды фильмов
- 2007 — Franz+Polina — Гран-при за оригинальную музыку фестиваля аудиовизуальных программ FIPA (Франция)
- 2007 — Franz+Polina — Гран-при за лучший фильм фестиваля аудиовизуальных программ FIPA
- 2007 — Franz+Polina — Призёр 16-го международного фестиваля восточноевропейского кино, Котбус, Германия, 2006
- 2011 — «Мир крепежа» (короткометражный фильм) — XXII Открытый Российский Кинофестиваль «Кинотавр», программа "Кинотавр «Короткий метр» — Гран-при за лучший фильм
- 2011 — «Мир крепежа» (короткометражный фильм) — Специальный приз FUTURE SHORTS
- 2012 — Рассказы — Гран-при кинофестиваля «Виват, кино России!» (Санкт-Петербург, Россия)
- 2012 — Рассказы — Специальный приз жюри «За создание в четырёх новеллах единой и оригинальной картины мира» на фестивале «Амурская осень» (Благовещенск, Россия)
- 2012 — Рассказы — Приз зрительских симпатий по итогам МКФ «Меридианы Тихого» (Владивосток, Россия)
- 2012 — Рассказы — Монреальский кинофестиваль, внеконкурсный показ в программе Focus On World Cinema
- 2012 — Рассказы — Лондонский кинофестиваль, участие в программе фестиваля
- 2012 — Рассказы — Национальная премия кинокритики и кинопрессы «Белый слон» в номинации «Лучшая музыка к фильму» (Москва, Россия)
- 2013 — Рассказы — Приз фильму «Рассказы» за наибольший вклад в мировую копилку сатиры и юмора в номинации «Кино» по итогам Первой премии «Золотой Джокер MAXIM Jameson2013» (Москва, Россия)
- 2013 — День Десантника — Приз творческой поддержки им. Николая Овсянникова Санкт-Петербургского международного кинофестиваля «Фестиваль Фестивалей»
- 2013 — День Десантника — Специальный приз критиков. «I Якутский международный кинофестиваль»
- 2013 — День Десантника — Лучший фильм программы «Другие Земли». "VII Московский кинофестиваль «Дебютное кино»
- 2016 — Defenders of Life — Лучшая музыка к фильму на фестивале LIFF (Лос-Анджелес, США)
- 2016 — Прикосновение Ветра — Диплом Гильдии киноведов и кинокритиков России «СЛОН» «за прикосновение игрового кино к неигровому фильму» на Девятом Международном кинофестивале «Восток & Запад. Классика и авангард» в Оренбурге
- 2016— Прикосновение Ветра — Спецприз Фонда им. Саввы Кулиша «За творческий поиск», кинофестиваль «Окно в Европу» (Выборг)[5]
- 2018 — Хочу Служить! Архивная копия от 1 октября 2018 на Wayback Machine (документальный) — Приз учредителей фестиваля «Евразийский мост» (Министерство республики Крым)[6]